# Williams FW04
O FW04 é o modelo da Frank Williams Racing Cars das temporadas de 1975 e 1976 (2 GPs) da F1. 
Foi guiado por Arturo Merzario, Jacques Laffite, Ian Scheckter, Lella Lombardi, Renzo Zorzi e Emilio Zapico.